# 博斯科尼亞
博斯科尼亞是哥倫比亞的城鎮，位於該國北部，由塞薩爾省負責管轄，始建於1958年8月20日，面積609平方公里，海拔高度117米，2005年人口30,334，人口密度每平方公里49.81人。

## 外部連結
- （西班牙文） Bosconia official website

9°58′34″N 73°53′25″W / 9.97611°N 73.8903°W